# رنگین‌تاب سه‌انگشتی
رنگین‌تاب سه‌انگشتی (نام علمی: Jacamaralcyon tridactyla) نام یک گونه از تیره رنگین‌تاب است.